# 日乗 (了性房)
日乗（にちじょう、？ - 文保2年3月28日（1318年4月19日））は、鎌倉時代後期の法華宗（日蓮宗、日蓮正宗）の僧。日興の弟子、本六の一人。奥州登米郡新田の出身。了性房・大学日乗とも号す。鎌倉常在寺開基。

## 略歴
- 永仁4年（1296年）4月8日、日興、本尊を書写し了性房日乗に授与。

了性房日乗、大石寺塔中蓮仙坊〔了性坊〕を創す。
- 正安3年（1301年）10月13日、日興、本尊を書写し、了性房日乗及び新田頼綱日善〔日目兄〕に授与。
- 嘉元3年（1305年）10月2日、日興、書を了性房日乗に与う。
- 徳治2年（1307年）6月12日、日頂、書を鎌倉の了性房日乗に報じ日興に代りて法難を激励す。
- 正和2年（1313年）、了性房日乗、相模鎌倉に常在寺を創す。
- 文保2年（1318年）3月28日、大石寺塔中蓮仙坊〔了性坊〕開基、了性坊日乗、小泉に寂。